# Donots
I Donots sono un gruppo pop punk formato nel 1993 a Ibbenbüren in Germania.

## Storia

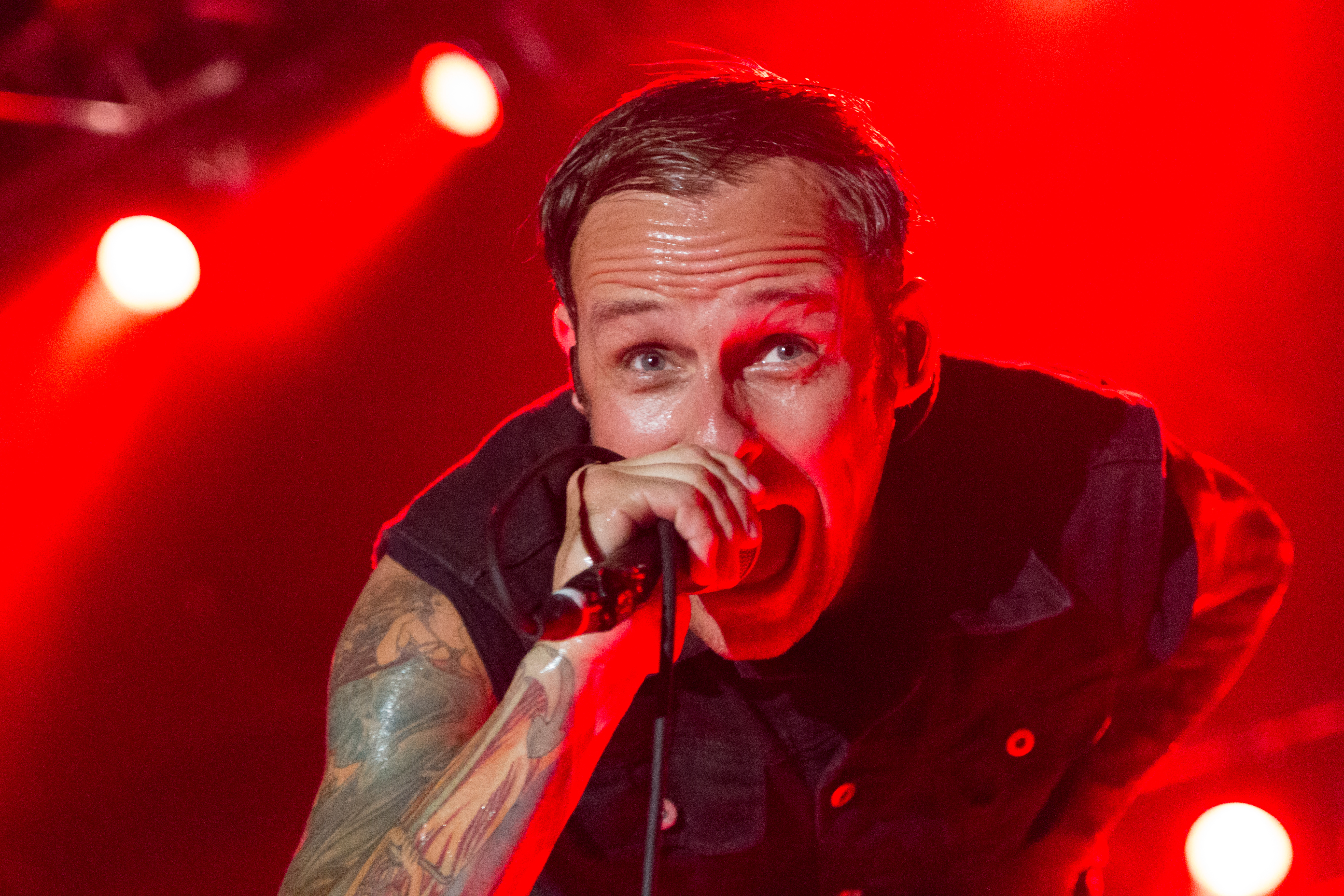
Ingo Knollmann al Zelt-Musik-Festival nel 2015 a Friburgo in Brisgovia, Germania

## Formazione

### Formazione attuale
- Ingo Knollmann – voce
- Guido Knollmann – chitarra
- Alex Siebenbiedel – chitarra
- Jan Dirk Poggemann – basso
- Eike Herwig – batteria

## Discografia

### Demo
- 1994 – We Do Not Care - So Why Should You
- 1994 – Second Demo

### Album in studio
- 1996 – Pedigree Punk
- 1998 – Tonight's Karaoke Contest Winners
- 1999 – Better Days Not Included
- 2001 – Pocketrock
- 2002 – Amplify the Good Times
- 2004 – Got the Noise
- 2008 – Coma Chameleon
- 2010 – The Long Way Home
- 2012 – Wake The Dogs
- 2015 – Karacho

### Raccolte
- 2006 – The Story So Far - Ibbtown Chronicles

### EP
- 2001 – Whatever Happened to the 80s
- 2001 – Donots/Midtown Toursplit (split)
- 2002 – We're Not Gonna Take It
- 2004 – We Got the Noise
- 2004 – Good-Bye Routine
- 2008 – Stop the Clocks

### Singoli
- 1999 – Outshine The World
- 2000 – Whatever Happened To The 80s
- 2001 – Room With A View
- 2001 – Superhero
- 2001 – Whatever Happened To The 80s
- 2002 – We're Not Gonna Take It
- 2002 – Saccharine Smile
- 2002 – Big Mouth
- 2003 – Protest Song (con Anti-Flag e ZSK)
- 2004 – We Got The Noise
- 2004 – Goodbye Routine
- 2008 – Break My Stride
- 2008 – Stop The Clocks
- 2008 – Pick up the Pieces
- 2008 – The Right Kind Of Wrong
- 2010 – Calling
- 2010 – Forever Ends Today

## Videografia

### DVD
- 2003 – We're Not Gonna Take It
- 2004 – Got The Noise
- 2005 – Ten Years Of Noise